# Багдад
Багдад (араб. بغداد,) — місто в Іраку, розташоване в центрі країни на річці Тигр, столиця країни та мухафази Багдад. Населення Багдада оцінюється у 6,5 млн мешканців, що робить його найбільшим містом країни та другим (після Каїра) містом арабських країн.

## Етимологія
Існує кілька версій походження назви.
Найбільш правдоподібною і найпоширенішою серед них є та, що ця назва походить із середньоперської мови від з'єднання слів bhaga — «бог» та dād — «даний», і перекладається як «Богом даний» або «Божий дар», звідки походить сучасне перське слово Baɣdād. Це, у свою чергу, може бути простежено і в стародавній перській мові.
Менш імовірне припущення каже, що слово утворене від сполучення слів bāgh — «сад» та dād — «даний», і перекладається «подарований сад», «даний сад».
Однак Багдад, як назва, було згадане як Baghdadu на ассирійських клинописних табличках IX століття до н. е., і на вавилонських цеглинах, відзначених королівською печаткою царя Навуходоносора (VI століття до н. е.).
Значення села Багдад різко зросло з часу його заснування халіфом Аббасидів аль-Мансуром, який обрав назву Мадінат аль-Салаам (Madinat al-Salaam) або «Місто миру» для нового поселення. Це була офіційна назва, що карбувалася на монетах та використовувалася в інших офіційних цілях, хоча більшість людей продовжували використовувати стару назву. До XI століття, «Багдад» став майже єдиною назвою всесвітньо відомого мегаполісу.

## Географія і клімат
Місто розташоване на великій долині, через яку протікає Тигр. Річка ділить Багдад на дві половини, східна половина називається Рісафа, західна — Карх. Земля, на якій збудоване місто, майже повністю плоска, алювіального походження, що зумовлене періодичними великими повенями річки.
Клімат міста посушливий, за класифікацією Кеппена BWh. Багдад одне із найгарячіших міст планети. Влітку, з червня по серпень, середня максимальна температура сягає 44 °C. В цю пору року дощів майже не буває. Нерідко температура підіймається до 50 °C у тіні, й навіть вночі температура влітку практично не опускається нижче 24 °C. Через низьку вологість, що зумовлене віддаленістю від Перської затоки, місто часто потрапляє пилові бурі, що приходять із заходу.
Узимку дні теплі, а ночі можуть бути прохолодними. Середня максимальна денна температура в період з грудня по лютий становить 15,5—18,5 °C. Середня мінімальна нічна температура в січні опускається до 3,8 °C, але кілька разів на рік температура вночі може опускатися нижче нуля.
Дощі майже винятково випадають у проміжку між листопадом і березнем. Рівень опадів у середньому становить 150 мм, але може сягати 575 мм. Мінімальна річна кількість опадів 23 мм. 11 січня 2008 року в місті вперше на пам'яті його жителів випав сніг.
| Клімат Багдада          | Клімат Багдада | Клімат Багдада | Клімат Багдада | Клімат Багдада | Клімат Багдада | Клімат Багдада | Клімат Багдада | Клімат Багдада | Клімат Багдада | Клімат Багдада | Клімат Багдада | Клімат Багдада | Клімат Багдада |
| Показник                | Січ.           | Лют.           | Бер.           | Квіт.          | Трав.          | Черв.          | Лип.           | Серп.          | Вер.           | Жовт.          | Лист.          | Груд.          | Рік            |
| Абсолютний максимум, °C | 23             | 28             | 31             | 37             | 43             | 48             | 50             | 47             | 47             | 40             | 32             | 24             | 50             |
| Середній максимум, °C   | 14             | 17             | 22             | 28             | 35             | 40             | 43             | 42             | 39             | 32             | 23             | 16             | 30             |
| Середня температура, °C | 8              | 12             | 16             | 22             | 27             | 32             | 34             | 33             | 30             | 24             | 16             | 11             | 22             |
| Середній мінімум, °C    | 3              | 6              | 10             | 15             | 20             | 23             | 25             | 23             | 21             | 15             | 8              | 5              | 15             |
| Абсолютний мінімум, °C  | −3             | −3             | −1             | 6              | 10             | 17             | 16             | 17             | 12             | 3              | −2             | −3             | −3             |
| Норма опадів, мм        | 20             | 20             | 20             | 10             | 0              | 0              | 0              | 0              | 0              | 0              | 20             | 20             | 150            |
| ----------------------- | -------------- | -------------- | -------------- | -------------- | -------------- | -------------- | -------------- | -------------- | -------------- | -------------- | -------------- | -------------- | -------------- |
| Джерело: Weatherbase    |                |                |                |                |                |                |                |                |                |                |                |                |                |

## Історія міста

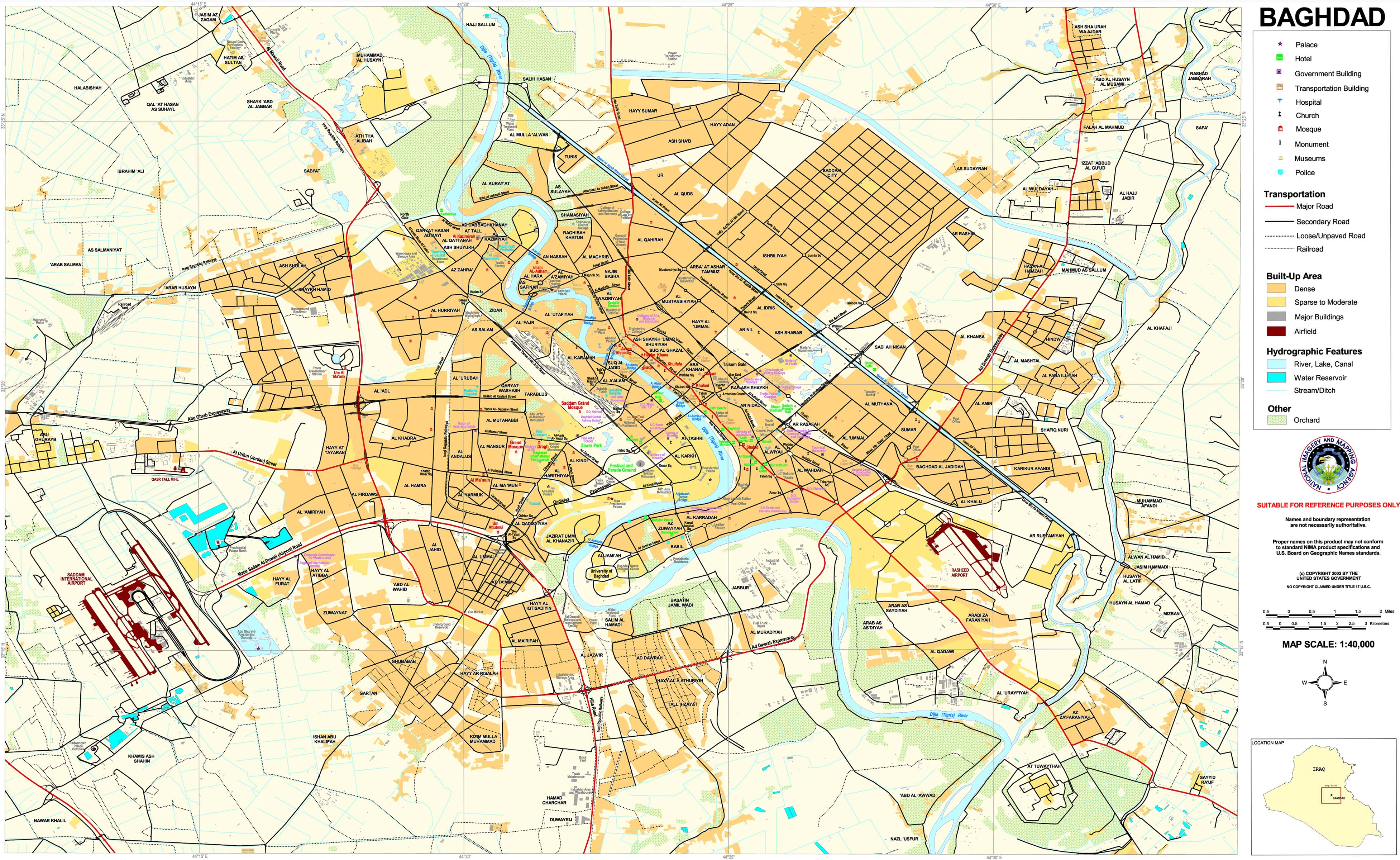
Карта міста, 2003 рік.

«Чимало дивовижних речей можна зустріти у Вавилонії, проте жодне з них не порівняти з виявленим тут джерелом нескінченної кількості бітуму» — так написав давньогрецький історик Діодор про джерело бітуму, що містилось у районі селища Хіт поблизу Вавилону, на місці сучасного Багдада.
Невеликі поселення на території сучасної іракської столиці, за свідченням істориків, існували вже в XIX—XVIII ст. до н. е. Багдад був заснований на західному березі річки Тигр 30 липня 762 року. Будівництво цього міста, що спочатку задумувалося як столиця держави Аббасидів, почалося за розпорядженням халіфа Абу Джафар аль-Мансура. Перша назва, дана столиці, — Мадіна-ель-Мудаввара, що в перекладі означає «місто-коло» і пов'язана з його плануванням, що має і донині круглу форму. Після закінчення будівництва, засновник міста назвав його «містом миру», в арабському варіанті — Мадіна-ес-Салам. Однак згодом за іракською столицею закріпилася назва, яку вона носить і досі.
У IX—X ст. Багдад перетворився на найбільш великий культурний і економічний центр близького сходу. Тут досить швидко й успішно розвивалися ремісниче виробництво і торгівля з іншими країнами. У Багдад надходили різні продукти і дорогі товари з Аравії, Індії і далеких європейських держав. В історичних документах, складених арабським ученим Ібн Хордадбехом в кінці IX ст., згадувалося про торгові зв'язки Багдаду з купцями ар-Рус (руси). У період правління Аббасидів (VIII—XIII ст.) Багдад був столицею Арабського (в деяких джерелах Багдадського) халіфату. Перша аптека, як заклад, у якому не тільки зберігали, а й готували і продавали ліки, була відкрита в 754 році саме в Багдаді.
Після розпаду держави Аббасидів політична та адміністративна роль міста значно впала, проте його культурне значення, як і раніше залишалося дуже важливим для всіх арабських країн. Багдад швидко набув статусу великого наукового центру: ще на початку XIII ст. тут відкрилося понад 30 бібліотек. З початку 11 століття Багдад переживає занепад. У 945 місто увійшло до складу володінь династії Буїдів, з 1055 перебувало на території держави Сельджуків, а 1258 року в Багдад вторглися монгольські війська Хулагу, що розорили і зруйнували його. Монголи убили близько півтори мільйону людей, знищили місто і навіть зрошувальну систему навколо.
Наприкінці XIV, а потім на початку XV ст. Багдад піддався нашестю військ Тамерлана, у результаті чого багато міських будівель було знищено, а цінності розграбовано. У XVI ст. Багдадом завідували турецькі, потім перські війська, а в XVII ст. місто знову зазнало нападу турків. У 1638 р. Багдад був приєднаний до території Османської імперії, у складі якої перебував до 1917 р.
У 1917 р. у місто вторглися війська Великої Британії і окупували його територію. У 1920 р. англійці, домігшись економічного панування в Іраку, оголосили Багдад адміністративним центром підмандатної території, а в 1921 р., після визнання суверенітету держави, Багдад став столицею королівства Ірак. У 1923 р. в місті було створено Іракський музей, у якому розмістилися в основному великі археологічні колекції — пам'ятки історії та культури Стародавнього Вавилону й Ассирії, предмети мистецтва, виявлені на території Парфянського царства, держави Сасанідів та ін.
У 1941 р. в обстановці протиборства між пронацистськими та пробританськими силами в місті на короткий час виник вакуум влади. У цій обстановці відбувся кривавий погром, відомий під назвою Фархуд, під час якого загинуло не менше 175 євреїв і було спалено багато будинків. Погром став непрямою причиною масового виїзду євреїв з Іраку одразу ж після війни.
У 1940-1950-х рр. в місті багато разів відбувалися масові народні виступи проти імперіалістичної державної політики, зростав національно-визвольний рух, до якого приєдналися тисячі мешканців столиці. Найчисленніші народні хвилювання мали місце в Багдаді в 1948, 1949, 1952 і 1954 рр. Революційні події, що розгорнулися в Іраку в середині 1950-х рр., призвели до скасування монархічної влади і утворення в липні 1958 р. незалежної Іракської Республіки, столицею якої був проголошений Багдад.
У кінці 1960-го — початку 1970-х років у місті була проведена націоналізація всіх промислових підприємств, за винятком нафтових.
У 1980-1990-х роках у результаті військових конфліктів у Перській затоці (спочатку між Іраком і Іраном, а згодом між Іраком і Кувейтом) господарсько-економічна діяльність у столиці була ускладнена.
Під час війни в Перській затоці (1991) піддавався численним бомбардуванням з повітря силами коаліції держав-учасників Організації Об'єднаних Націй і був сильно зруйнований.
У березні 2003 року в ході Іракської війни американські та британські війська розпочали бомбардування іракських територій, у тому числі Багдаду, а в квітні 2003 року Багдад був зайнятий піхотними і танковими частинами армії США, згодом у місто увійшли частини і деяких інших країн.
12 липня 2007 року, у результаті обстрілу двома вертольотами армії США, загинули, за різними даними, від 12 до 18 осіб, не причетних до повстанських угруповувань. У результаті загинули в тому числі 2 репортера Reuters; після чого ракетами AGM-114 Hellfire була знищена будівля, де серед загиблих опинились жінки та діти. У квітні 2010 року 39-хвилинне відео розстрілу було опубліковане сайтом WikiLeaks та визвало великий суспільний резонанс.

## Культурне значення

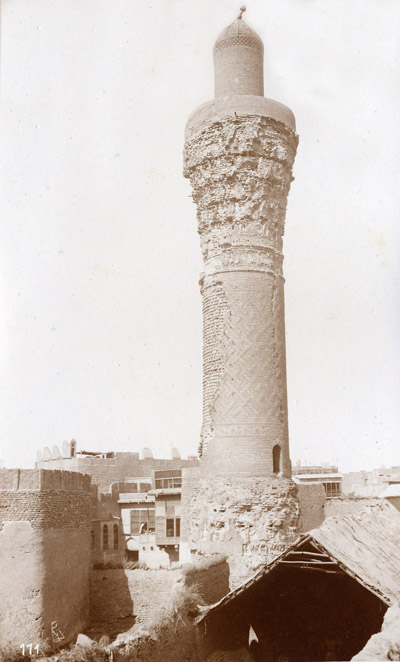
Мінарет Сук аль-Газаль

Створення більшості архітектурних споруд Багдада, визнаних згодом культурно-історичними пам'ятниками, сягає XII—XIV ст. У їх числі — палац Аббасидів (кінець XII — початок XIII ст.), Мавзолей Зубайді (перша половина XIII ст.), Медресе Мустансирія (XIII ст., Реконструйований в XX столітті), ворота Бао аль-Вастані (перша половина XIII ст.), мінарет Сук аль-Газаль (друга половина XIII століття), будівля караван-сараю хан Марджан (середина XIV ст.). На початку XVI століття в Багдаді була побудована Золота мечеть, або мавзолей Мусси аль-Кадіма. Ця споруда реставрувалася двічі: у XVII столітті і в середині XX століття.
Серед сучасних скульптурних творів — рельєфний монумент з каменю та бронзи «Революція 14 червня», встановлений в 1960 році, і пам'ятник Невідомому Солдату, який був, споруджений у 1959 році на проспекті Саадун. У західній частині Багдада розташовані будівлі парламенту і уряду, а також палац ар-Ріхаб. У місті побудовані 3 університети, ряд та інститутів і Академія наук. Тут знаходиться найдавніший університет Іраку — Університет Аль-Мустансірія — заснований в 1233 році. Найбільшою бібліотекою Багдада є Багдадська національна бібліотека і архів. Під час бомбардувань Багдада американською та британською авіацією навесні 2003 року архітектурній спадщині міста було завдано значних збитків.
У Багдаді знаходяться 6 музейних установ: Музей Іраку (археологічний), Іракський музей природної історії, Музей сучасного мистецтва, Іракський військовий музей. У період вторгнення США до Іраку (2003) значна частина музейних експонатів, які мають культурно-історичну цінність, була розграбована, а багато пам'яток архітектури зруйновані в результаті бомбардувань.
Багдад відомий і як головне місто в казках «Тисяча і одна ніч».

## Сучасна культура
Багдад відомий як один із осередків арабської важкої музики, найвідомішим із тутешніх гуртів є Acrassicauda.

## Адміністративний устрій
Місто Багдад має 89 офіційних районів в 9 округах. Ці офіційні підрозділи міста служили адміністративними центрами на поставку комунальних послуг, але до 2003 року не мали політичних функцій. Починаючи з квітня 2003 року контрольована США Коаліційна тимчасова адміністрація (КТА) почала процес створення нових функцій для них. Процес спочатку зосереджувався на виборах до місцевих рад.
Після того як всі 88 (пізніше 89) місцевих рад були обрані, кожна місцева рада виборних вибрала представників з числа своїх членів для роботи в одній з дев'яти міських районних рад. Число представників місцевої в районній раді залежить від населення мікрорайону. Наступним кроком повинне стати обрання в кожній з дев'яти районних рад представників своїх членів для роботи у складі 37 членів міської ради Багдада. Ця трирівнева система місцевого самоврядування пов'язала жителів Багдада з центральним урядом через своїх представників від мікрорайону, через район, і до міської ради.
Такий самий процес був використаний для отримання репрезентативних рад для інших громад в провінції Багдад за межами самого міста. Там, місцеві ради були обрані з 20 районів (нагія), і ці ради обрали представників зі своїх членів для роботи в шести районних радах (када). Як і у місті, районі ради, вибрали представників з числа своїх членів до складу 35 членів Багдадської обласної ради.
Ця система зі 127 окремих рад може видатися надто громіздкою, але у провінції Багдаду проживає близько семи мільйонів чоловік. На найнижчому рівні, кожна рада представляє в середньому 75 тисяч осіб.
Дев'ять районних рад:
- Адгамія[en]
- Карх[en][20]
- Карадаг[en][21][22]
- Кадімія[en][23]
- Мансур[en]
- Садр[en][24]
- Аль-Рашид[en][25]
- Rusafa[en]
- Новий Багдад[en][26]

Дев'ять районів поділяються на 89 менших районів, які можуть входять до одного з перерахованих вище районів.

## Населення
З VIII по XIII століття Багдад був найбільшим мегаполісом свого часу. Близько 900 року населення Багдада було оцінено в близько 1 млн жителів. У 1900 році населення становило 145 000 жителів, 580 тис. в 1950 році. У 2001 році населення міста від Багдада було оцінене в 4 958 000 жителів.
До 2003 року і військового вторгнення під проводом США, шиїти, суніти і християни змішалися в багатьох частинах міста. Після вибуху насильства на релігійному ґрунті райони були розділені згідно з релігією, так шиїти збільшили своє панування. Що ж до християн, то їх кількість в Іраку знизилася вдвічі.

## Господарство
Багдад є промисловим центром країни і центром комунікацій повітряного, автомобільного та залізничного транспорту. Дванадцять мостів забезпечують переправу через річку Тигр. У місті є нафтопереробні заводи (очищення та переробка нафти, виробництво мастил), сільськогосподарське виробництво (зокрема, тютюну), шкіряні заводи, текстильне виробництво та ін. Місто виробляє одяг, предмети домашнього вжитку, ювелірні вироби, шкіри і повсті, килими, що продаються на базарах (арабські ринки). Ці базари з вузькими проходами, що складаються з маленьких магазинів і кіосків є характерними для міста і є частиною його історії.

## Персоналії
- Мухаммад ібн Мансур аль-Магді (744—785) — третій халіф з династії Аббасидів, син і наступник аль-Мансура
- Або Тбіліський (756/758-786) — мученик (пам'ять 8 січня), православний святий, небесний покровитель міста Тбілісі
- Джаафар ібн Яг'я Бармакі (767—803) — значний державний діяч Багдадського халіфату часів Аббасидів
- Ахмад ібн Ханбал (780—855) — мусульманський правознавець і богослов
- Абдуллах аль-Мамун (786—833) — багдадський халіф із династії Аббасидів, астроном
- Аль-Амін (787—813) — 6-й володар Багдадського халіфату
- Аль-Мутасим Біллах (796—842) — 8-й володар Багдадського халіфату у 833—842 роках
- Ахмед ібн-Тулун (835—884) — емір Єгипту та Сирії у 868—884 роках
- Алі аль-Муктафі (877/878 — 908) — 17-й володар Багдадського халіфату в 902—908 роках
- Ібн Фадлан (879—960) — арабський письменник і мандрівник
- Мухаммад ібн Тугдж (882—946) — напівнезалежний валі (намісник) Єгипту та Сирії, засновник династії володарів Іхшидів
- Абу Іса аль-Варрак (889—994) — арабський вчений, скептик, критик ісламу і релігії в цілому
- Джафар аль-Муктадір (895—932) — 18-й володар Багдадського халіфату в 908—932 роках
- Мухаммад аль-Кагір (899—950) — 19-й володар Багдадського халіфату в 932—934 роках
- Абдуллах аль-Мустакфі (905—949) — 22-й володар Багдадського халіфату в 944—946 роках
- Ібрагім аль-Муттакі (908—968) — 21-й володар Багдадського халіфату в 940—944 роках
- Ахмад ар-Раді (909—940) — 20-й володар Багдадського халіфату в 934—940 роках
- Муті (914—974) — багдадський халіф із династії Аббасидів
- Абу Бакр Абд аль-Карім ат-Таї бі-лла (932—1003) — аббасидський халіф у проміжку між 974 та 991 роками
- Кадір (947—1031) — аббасидський халіф упродовж 40 років: з 991 до смерті
- Абу Джафар Абдуллах ібн Ахмад аль-Каїм Біамріллах (1001—1075) — Багдадський халіф з династії Аббасидів, що правив з 1031 по 1075
- Абдуллах аль-Муктаді (1056—1094) — 27-й володар Багдадського халіфату в 1075—1094 роках
- Муваффак ад-Дін ібн Юсуф аль-Багдаді — арабський вчений-енциклопедист, лікар ХІІ ст.
- Назіха Явдет Ашха аль-Дулаймі (1923—2007) — перша жінка-міністр Іраку, перша жінка-міністр арабського світу.

## Міста-побратими
- Каїр (араб. القاهرة), Єгипет
- Саскатун, Канада

## Виноски
1. 1 2  Оцінки населення істотно відрізняються. Енциклопедія Британніка вказує на 2001 рік населення у 4,95 млн, Lancet Report 2006 року — у 6,55 млн в 2004 році.
  - Baghdad [Архівовано 20 липня 2012 у Archive.is] Encyclopædia Britannica, 2006
  - Mortality after the 2003 invasion of Iraq: a cross-sectional cluster sample survey Gilbert Burnham, Riyadh Lafta, Shannon Doocy, and Les Roberts: The Lancet, 2006
  - Baghdad [Архівовано 16 березня 2021 у Wayback Machine.] GlobalSecurity.org
2. 1 2  Cities and urban areas in Iraq with population over 100,000 [Архівовано 15 листопада 2006 у Wayback Machine.] Mongabay.com
3. ↑  Архівована копія. Архів оригіналу за 14 січня 2013. Процитовано 29 грудня 2011.{{cite web}}:  Обслуговування CS1: Сторінки з текстом «archived copy» як значення параметру title (посилання) [Архівовано 2012-05-08 у Wayback Machine.]
4. ↑  Архівована копія. Архів оригіналу за 14 січня 2013. Процитовано 29 грудня 2011.{{cite web}}:  Обслуговування CS1: Сторінки з текстом «archived copy» як значення параметру title (посилання)
5. ↑  Архівована копія. Архів оригіналу за 14 січня 2013. Процитовано 29 грудня 2011.{{cite web}}:  Обслуговування CS1: Сторінки з текстом «archived copy» як значення параметру title (посилання)
6. ↑  Архівована копія. Архів оригіналу за 14 січня 2013. Процитовано 29 грудня 2011.{{cite web}}:  Обслуговування CS1: Сторінки з текстом «archived copy» як значення параметру title (посилання) [Архівовано 2013-01-20 у Wayback Machine.]
7. ↑  Архівована копія. Архів оригіналу за 14 січня 2013. Процитовано 29 грудня 2011.{{cite web}}:  Обслуговування CS1: Сторінки з текстом «archived copy» як значення параметру title (посилання) [Архівовано 2013-02-25 у Wayback Machine.]
8. ↑  (англ.)(англ.) [Архівовано 14 липня 2020 у Wayback Machine.] Baghdad name
9. ↑  (англ.) [Архівовано 14 липня 2020 у Wayback Machine.] Baghdad name
10. ↑  Guy Le Strange, «Baghdad During the Abbasid Caliphate from Contemporary Arabic and Persian», pg 10
11. ↑  ما معنى اسم مدينة بغداد ومن سماه ؟. Seenjeem.maktoob.com. Архів оригіналу за 14 січня 2013. Процитовано 27 квітня 2010.
12. ↑  (араб.)ما معنى (بغداد)؟ - تمت الإجابة عنه - Google إجابات. Egabat.google.com. Архів оригіналу за 14 січня 2013. Процитовано 27 квітня 2010. [Архівовано 2013-06-26 у Wayback Machine.]
13. ↑  Архівована копія. Архів оригіналу за 14 січня 2013. Процитовано 12 січня 2012.{{cite web}}:  Обслуговування CS1: Сторінки з текстом «archived copy» як значення параметру title (посилання)
14. ↑  (AFP) – Jan 11, 2008 (11 січня 2008). Afp.google.com, First snow for 100 years falls on Baghdad. Afp.google.com. Архів оригіналу за 24 червня 2013. Процитовано 27 квітня 2010. [Архівовано 2010-09-29 у Wayback Machine.]
15. ↑  Неру, Джавахарлал (1977). Взгляд на всемирную историю. В трех томах. Том 1. Прогресс. — С.312
16. ↑  Schmitt, Eric (25 липня 2010). In Disclosing Secret Documents, WikiLeaks Seeks ‘Transparency'. The New York Times. Архів оригіналу за 5 вересня 2012. Процитовано 13 травня 2016.
17. ↑  Keller, Bill, Dealing With Assange and the WikiLeaks Secrets. Архів оригіналу за 8 вересня 2012. Процитовано 13 травня 2016., New York Times, adapted from introduction to the book Open Secrets, January 26, 2011
18. ↑  The WikiLeaks way. The Week. 13 серпня 2010. Архів оригіналу за 6 липня 2012. Процитовано 19 травня 2011.
19. ↑  New troops move into Iraq. USA Today. Архів оригіналу за 5 червня 2007. Процитовано 29 грудня 2011.
20. ↑  DefenseLink News Article: Soldier Helps to Form Democracy in Baghdad. Defenselink.mil. Архів оригіналу за 24 червня 2013. Процитовано 27 квітня 2010.
21. ↑  Zafaraniya Residents Get Water Project Update - DefendAmerica News Article. Defendamerica.mil. Архів оригіналу за 24 червня 2013. Процитовано 27 квітня 2010. [Архівовано 2008-12-28 у Wayback Machine.]
22. ↑  Frank, Thomas (26 березня 2006). Basics of democracy in Iraq include frustration. USA Today. Архів оригіналу за 5 січня 2012. Процитовано 26 квітня 2010.
23. ↑  DefendAmerica News - Article. Defendamerica.mil. Архів оригіналу за 24 червня 2013. Процитовано 27 квітня 2010. [Архівовано 2008-12-27 у Wayback Machine.]
24. ↑  Democracy from scratch. csmonitor.com. 5 грудня 2003. Архів оригіналу за 24 червня 2013. Процитовано 27 квітня 2010.
25. ↑  Leaders Highlight Successes of Baghdad Operation - DefendAmerica News Article. Defendamerica.mil. Архів оригіналу за 24 червня 2013. Процитовано 27 квітня 2010.
26. ↑  NBC 6 News — 1st Cav Headlines. Архів оригіналу за 12 грудня 2007. Процитовано 29 грудня 2011. [Архівовано 2007-12-12 у Wayback Machine.]
27. ↑  (англ.)Багдад, золота доба [Архівовано 20 травня 2011 у Wayback Machine.]
28. ↑  (фр.)Il était une fois Bagdad [Архівовано 27 травня 2011 у Wayback Machine.]
29. ↑  Енциклопедія Ларусс